# BC Ferries
BC Ferries (vollständig British Columbia Ferry Services Inc.) ist der Hauptbetreiber der Fährverbindungen an der Westküste von British Columbia. Seit der Gründung im Jahre 1960 entwickelte sich das Unternehmen zur größten Passagierfährenlinie in Nordamerika und der zweitgrößten der Welt. Mit den Fähren werden die insgesamt 47 Terminals der zahllosen Inseln und Orte entlang der Küste angelaufen. Dabei transportierte BC Ferries im Geschäftsjahr 2014/15 fast 20 Millionen Passagiere und fast 8 Millionen Fahrzeuge. Im Vergleich zu den Vorjahren blieben diese Zahlen weitgehend konstant.

## Geschichte
In den späten 1950ern führte ein Streik der Belegschaft der Transportunternehmen Black Ball Line und Canadian Pacific Railway dazu, dass die Regierung von British Columbia unter W. A. C. Bennett den Fährdienst verstaatlichte. Zur Durchführung wurde die BC Ferries Crown corporation gegründet.
Die erste Route von B.C. Ferries wurde im Jahr 1960 zugelassen und führte von dem am Festland gelegenen Tsawwassen nach Swartz Bay, unweit von Sidney. Über die Jahre kamen weitere Verbindungen hinzu, die meistens von der Black Ball Line übernommen wurden. Durch die starke Nachfrage in den frühen 60ern war BC Ferries dazu gezwungen, neue Fähren zu bauen bzw. vorhandene Schiffe umzubauen. Durch die Übernahme eines Teils der Flotte des Verkehrsministeriums stieg die Anzahl der Vehikel stark an.
2003 verkündete die Regierung British-Columbias, dass die in der Zwischenzeit schwer verschuldete BC Ferries in eine private Gesellschaft umgewandelt werden sollte. Die sog. BC Ferry Authority wacht über die Operationen des neu organisierten Unternehmens, das aber aufgrund der Besetzung der Vorstandsposten durch Politiker noch immer einer starken politischen Einflussnahme unterliegt.

## Wirtschaftliche Situation
Im Geschäftsjahr 2011–12, welches am 31. März endet, wurde ein Verlust von 16,5 Millionen CAD eingefahren. Im folgenden Geschäftsjahr 2012–13 stand dann jedoch schon wieder ein Gewinn von 15,5 Millionen CAD in den Büchern. Im Geschäftsjahr 2013–14 konnte, bei einem Umsatz von rund 800 Millionen CAD, ein Gewinn von 18 Millionen CAD erzielt werden. Damit konnte der Gewinn aus dem Geschäftsjahr 2012–13 nochmals um 2,5 Millionen CAD gesteigert werden. Auch im Geschäftsjahr 2014–15 konnten sowohl Umsatz (841,1 Millionen CAD), wie auch der Bilanzgewinn (49,1 Millionen CAD) gesteigert werden.

## Routen

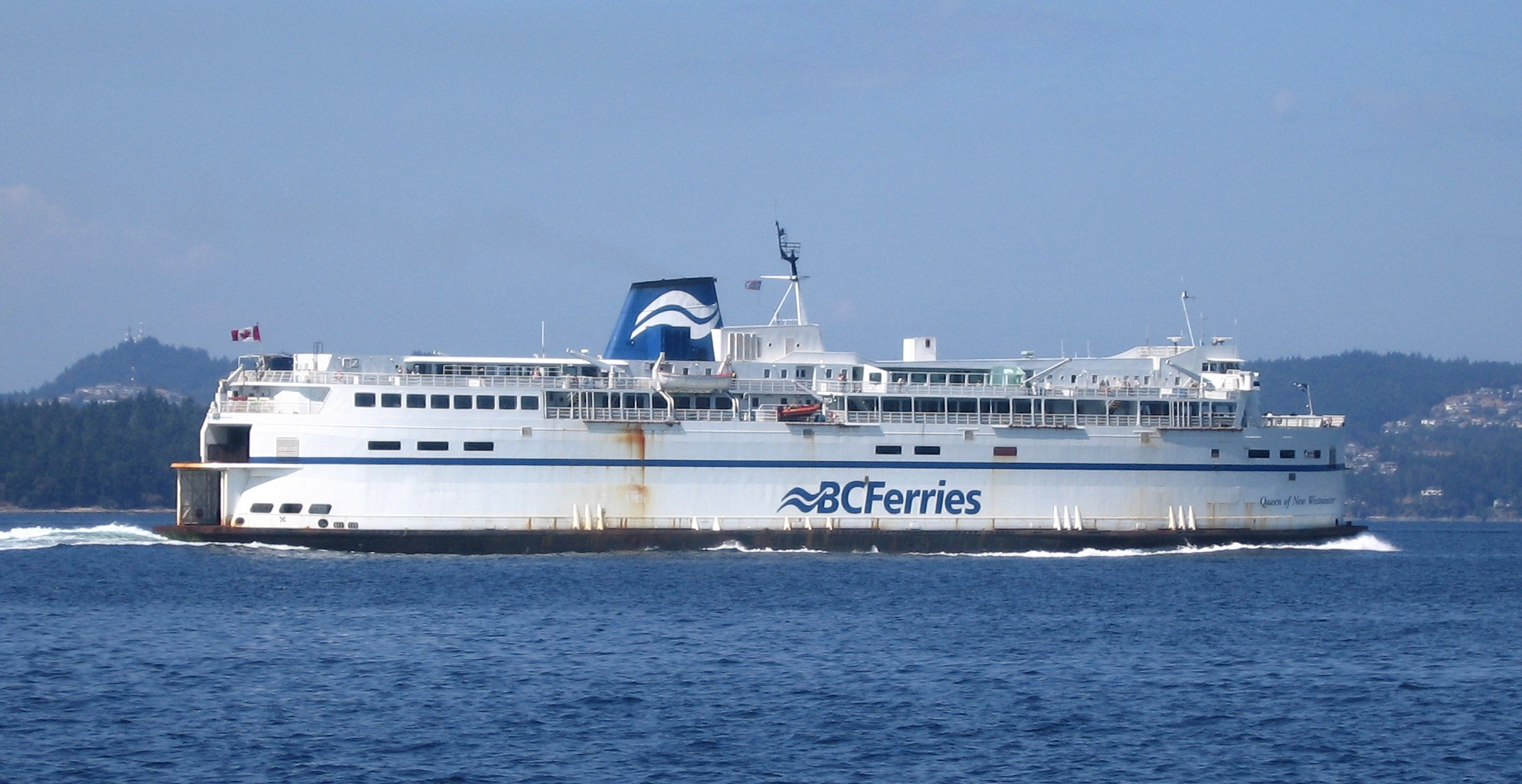
Fähre der BC Ferries, vor der Küste von Vancouver Island

BC Ferries unterhält aktuell die nachfolgend aufgeführten 26 Routen, davon sind die drei wichtigsten:
- Südliche Straße-von-Georgia-Route (auch als Weiterführung des Highway 17 bekannt): Swartz Bay ↔ Tsawwassen
- Mittlere Straße von Georgia-Route (auch als Weiterführung des Highway 1 bekannt): Nanaimo (via Departure Bay) ↔ Horseshoe Bay
- Mid-Island Express-Route: Nanaimo (via Duke Point) ↔ Tsawwassen

### Routen - Streckenverlauf
Bei den Nummern der Routen handelt es sich um die, welche durch BC Ferries verwendet werden.
- Route 1 - Georgia Strait - South (Highway 17): Swartz Bay nach Tsawwassen
- Route 2 - Georgia Strait - Central (Highway 1): Nanaimo (via Departure Bay) nach Horseshoe Bay
- Route 3 - Howe Sound: Langdale nach Horseshoe Bay
- Route 4 - Satellite Channel: Swartz Bay nach Saltspring Island
- Route 5 - Swanson Channel: Swartz Bay nach 'Outer Gulf Islands-Group' (Galiano Island, Mayne Island, Pender Island, und Saturna Island)
- Route 6 - South Stuart Channel: Crofton nach Saltspring Island
- Route 7 - Jervis Inlet (Highway 101): Earls Cove nach Saltery Bay
- Route 8 - Queen Charlotte Channel: Horseshoe Bay nach Bowen Island (via Snug Cove)
- Route 9 - Active Pass Shuttle: Tsawwassen nach Saltspring Island und 'Outer Gulf Islands-Group'
- Route 10 - Inside Passage: Port Hardy (via Bear Cove Ferry Terminal) nach Prince Rupert
- Route 10S - Discovery Coast Connector Service: Bella Bella nach Bella Coola (mit Stops in Shearwater und Ocean Falls)
- Route 11 - Hecate Strait (Highway 16): Prince Rupert nach Haida Gwaii (via Skidegate)
- Route 12 - Saanich Inlet: Brentwood Bay nach Mill Bay
- Route 13 - Thornbrough Channel: Langdale Bay nach Gambier Island und Keats Island (nur Passagiere)
- Route 17 - Georgia Strait North: Powell River (via Westview) nach Comox (via Little River)
- Route 18 - Malaspina Strait: Powell River nach Texada Island (via Blubber Bay)
- Route 19 - Northumberland Channel: Nanaimo nach Gabriola Island (via Descanso Bay)
- Route 20 - North Stuart Channel: Chemainus nach Thetis Island und Penelakut Island (ehemals Kuper Island)
- Route 21 - Baynes Sound: Buckley Bay nach Denman Island (via Metcalf Bay)
- Route 22 - Lambert Channel: Denman Island (via Gravelly Bay) nach Hornby Island (via Shingle Spit)
- Route 23 - Discovery Passage: Campbell River nach Quadra Island (via Quathiaski Cove)
- Route 24 - Sutil Channel: Quadra Island (via Heriot Bay) nach Cortes Island (via Whaletown)
- Route 25 - Broughton Strait: Port McNeill nach Cormorant Island (via Alert Bay) und Malcolm Island (via Sointula)
- Route 26 - Skidegate Inlet: Graham Island (via Skidegate) nach Moresby Island (via Alliford Bay)
- Route 28 - Discovery Coast: Port Hardy (via Bear Cove Ferry Terminal) nach Bella Coola
- Route 30 - Mid-Island Express: Nanaimo (via Duke Point) nach Tsawwassen

### Routen - Karten
Die Zahlen in den blauen Kreisen entsprechen den Nummern der BCFerries-Route.

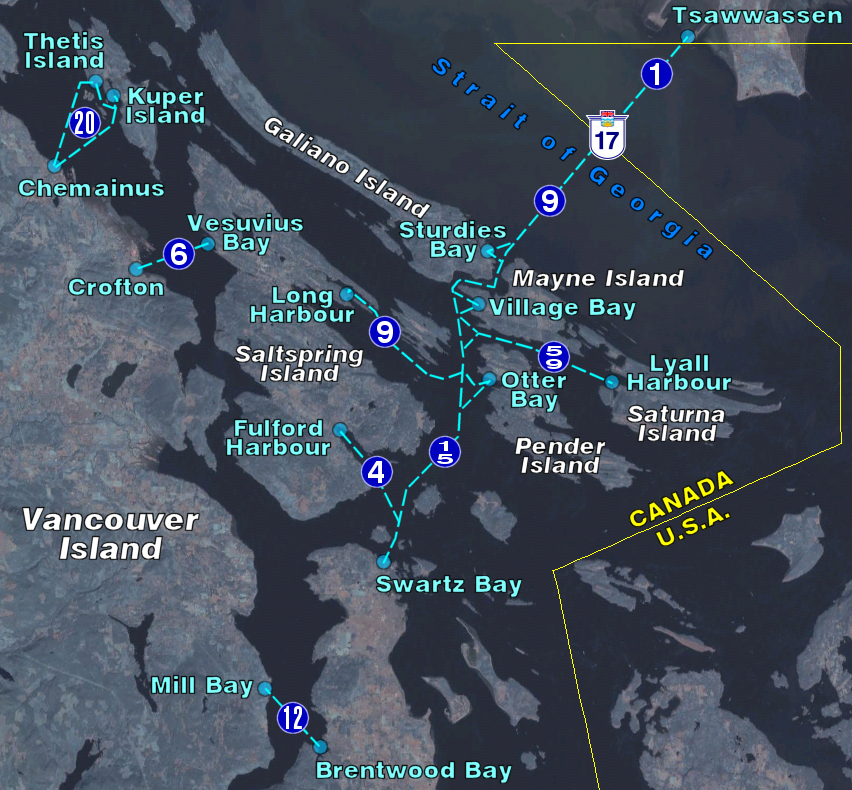
Zone 1 - Southern Gulf Islands
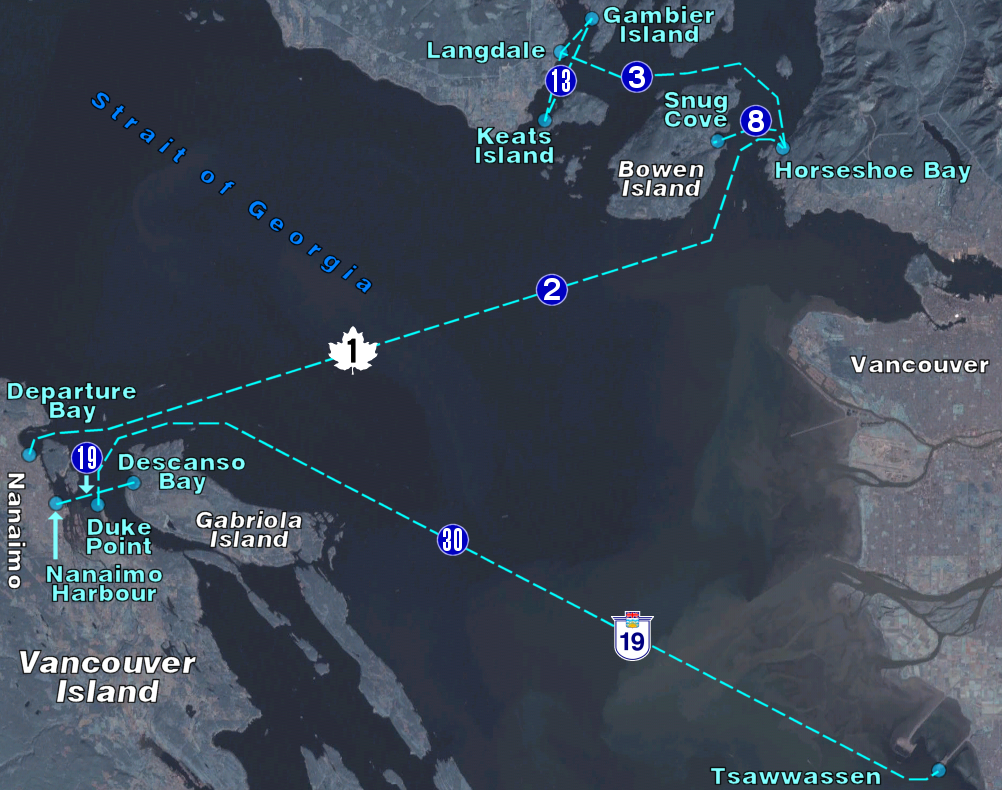
Zone 2 - Central Georgia Strait
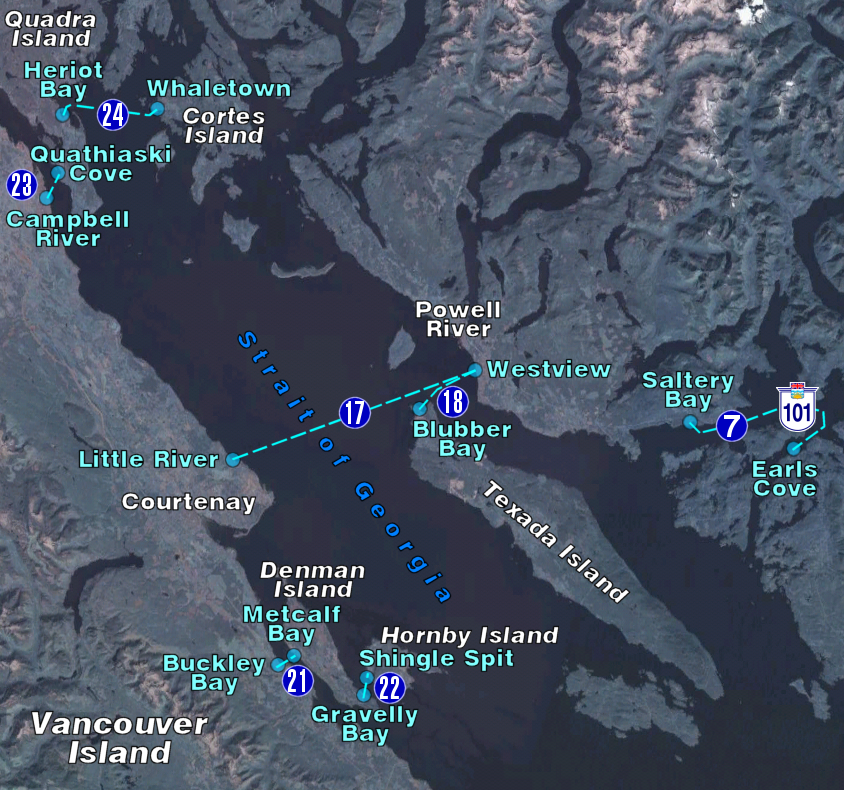
Zone 3 - Northern Georgia Strait
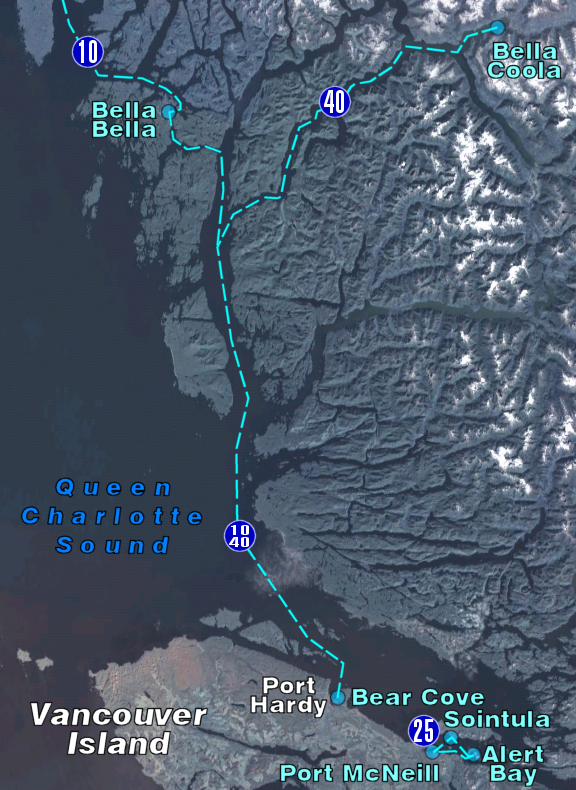
Zone 4 - Queen Charlotte Sound
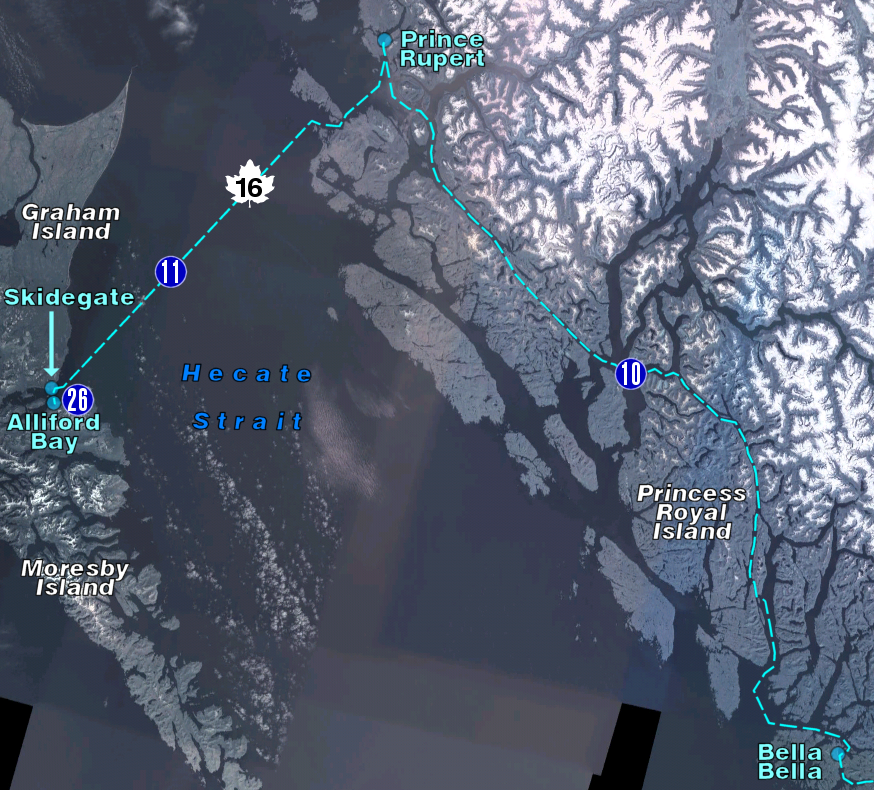
Zone 5 - North Coast

## Schiffe
BC Ferries betreibt zurzeit eine der größten Fährschiffsflotten der Welt. Es werden 38 Fähren (Stand: Januar 2023) betrieben, mit einer Gesamttransportkapazität von etwa 27.000 Personen. Die Bandbreite reicht von kleinen Fährschiffen mit einer Kapazität von 16 Fahrzeugen bis zu Hochseefähren, die rund 360 Fahrzeuge (Spirit Class) transportieren können. Alle Fähren sind RoRo-Schiffe.
Am 3. Juli 2014 gab BC Ferries bekannt, mit der polnischen Werft Remontowa S.A. in Gdańsk einen Vertrag über 165 Mio C $ für die Lieferung von drei neuen Fähren geschlossen zu haben. Diese die Salish-Klasse bildenden Fähren sind rund 107 Meter lang und bieten Platz für etwa 140 Fahrzeuge sowie knapp 600 Passagiere. Betrieben werden sie mit Flüssigerdgas, die Motoren können jedoch auch mit Schiffsdiesel betrieben werden. Zwei der Fähren ersetzten die rund 50 Jahre alten Fähren der Burnaby-Klasse (Queen of Nanaimo und Queen of Burnaby), während die dritte Fähre als Ersatz und zur Abfederung von Betriebsspitzen eingesetzt wird. Die Namen der Schiffe lauten Salish Orca, Salish Eagle und Salish Raven. Die Schiffe wurden 2017 in den Fährbetrieb übernommen. Nach der Lieferung der Schiffe der Coastal-Klasse im Jahr 2007/2008 war dies die nächste Lieferung von größeren Schiffen. Zuvor wurde im Jahr 2015 noch eine neue Seilfähre in Betrieb genommen, die Baynes Sound Connector. Diese rund 78 Meter lange Fähre wird auf der Verbindung zwischen Buckley Bay und Denman Island eingesetzt und kann rund 200 Passagiere sowie 45 Fahrzeuge befördern.
Im Jahr 2017 erwarb BC Ferries die 2000 erbaute Aqua Spirit aus Griechenland. Das 75 m lange Schiff verkehrt unter dem Namen Northern Sea Wolf auf den Strecken zwischen Bella Bella und Bella Coola sowie Port Hardy und Bella Coola. Es bietet Platz für 35 Fahrzeuge und etwa 150 Personen.
Aktuelle Neubauten sind die Schiffe der Island-Klasse. Die ersten zwei Schiffe mit Hybrid-Antrieb sowie Platz für 47 Fahrzeuge und etwa 450 Personen haben 2020 den Betrieb aufgenommen, bevor 2022/2023 die Betriebsaufnahme durch weitere vier Schiffe erfolgte. Die beiden ersten Schiffe dieser Klasse lösen die North Island Princess und die Quadra Queen II ab. Während die fast 60-jährige North Island Princess die Flotte verlassen wird, soll die Quadra Queen II weiter als Reserve vorgehalten werden. Außerdem kam 2022 ein viertes Schiff der Salish-Klasse hinzu. Die neuen Schiffe ersetzen vorrangig die Fähren der Bowen-Klasse, welche dann mehr als 55 Jahre alt sind.
Die meisten Fähren werden einer Gruppe zugeordnet, die auf ähnlichem Design beruht. Die folgenden Fähren werden zurzeit betrieben:
| Name                       | Klasse          | Baujahr | Hauptstrecke                                 | Bemerkung | Foto                       |
| -------------------------- | --------------- | ------- | -------------------------------------------- | --- | -------------------------- |
| Baynes Sound Connector     | unklassifiziert | 2015    | Buckley Bay – Denman Island                  | Seilfähre |                            |
| Coastal Celebration        | Coastal         | 2007    | Tsawwassen – Swartz Bay                      | |                            |
| Coastal Inspiration        | Coastal         | 2007    | Duke Point – Tsawwassen                      | |                            |
| Coastal Renaissance        | Coastal         | 2007    | Departure Bay – Horseshoe Bay                | |                            |
| Island Aurora              | Island          | 2019    | Alert Bay – Sointula – Port McNeill          | mit Hybridantrieb |                            |
| Island Discovery           | Island          | 2019    | Powell River – Texada Island                 | mit Hybridantrieb |                            |
| Island Gwawis              | Island          | 2021    | Nanaimo Harbour – Gabriola Island            | mit Hybridantrieb |                            |
| Island K’ulut’a            | Island          | 2021    | Campbell River – Quadra Island               | mit Hybridantrieb |                            |
| Island Kwigwis             | Island          | 2021    | Nanaimo Harbour – Gabriola Island            | mit Hybridantrieb |                            |
| Island Nagalis             | Island          | 2021    | Campbell River – Quadra Island               | mit Hybridantrieb |                            |
| Kahloke                    | K               | 1973    | Hornby Island – Denman Island                | |                            |
| Klitsa                     | K               | 1972    | Brentwood Bay – Mill Bay                     | |                            |
| Kwuna                      | K               | 1975    | Alliford – Skidegate                         | |                            |
| Malaspina Sky              | Intermediate    | 2008    | Earls Cove – Saltery Bay                     | ehemals Island Sky |                            |
| Northern Adventure         | unklassifiziert | 2004    | Inside Passage und nach Haida Gwaii          | Ersetzt die gesunkene Queen of the North                                                                                        |                            |
| Northern Expedition        | unklassifiziert | 2009    | Inside Passage und nach Haida Gwaii          | |                            |
| Northern Sea Wolf          | unklassifiziert | 2000    | Port Hardy – Bella Coola                     | 2018 umgebaut bei Übernahme der ehemaligen Aqua Spirit                                                                          |                            |
| Pune’luxutth               | K               | 1985    | Chemainus – Thetis Island – Penelakut Island | |                            |
| Quadra Queen II            | T               | 1969    | nicht in aktiven Einsatz                     | Umbau 2010/2011 |                            |
| Queen of Alberni           | Cowichan        | 1976    | Duke Point – Tsawwassen                      | 1984 und 2007 umgebaut |                            |
| Queen of Capilano          | Intermediate    | 1991    | Horseshoe Bay – Bowen Island                 | |                            |
| Queen of Coquitlam         | Cowichan        | 1976    | Horseshoe Bay – Departure Bay                | 2003 umgebaut |                            |
| Queen of Cowichan          | Cowichan        | 1976    | Departure Bay – Horseshoe Bay                | 2004 umgebaut |                            |
| Queen of Cumberland        | Intermediate    | 1992    | Swartz Bay – Southern Gulf Islands           | |                            |
| Queen of New Westminster   | unklassifiziert | 1964    | Tsawwassen – Swartz Bay                      | mehrfach umgebaut, letzte Fähre der ehemaligen Victoria-Klasse in der Flotte                                                    |                            |
| Queen of Oak Bay           | Cowichan        | 1981    | Horseshoe Bay – Departure Bay                | 2005 umgebaut |                            |
| Queen of Surrey            | Cowichan        | 1981    | Langdale – Horseshoe Bay                     | 2006 umgebaut |                            |
| Quinitsa                   | Q               | 1977    | Crofton – Vesuvius Bay                       | 1985 übernommen und 2008 umgebaut                                                                                               |                            |
| Quinsam                    | Q               | 1982    | Gabriola Island – Nanaimo Harbour            | 1985 übernommen und 2010 umgebaut                                                                                               |                            |
| Salish Eagle               | Salish          | 2016    | Southern Gulf Islands – Tsawwassen           | |                            |
| Salish Heron               | Salish          | 2022    | Southern Gulf Islands – Tsawwassen           | |                            |
| Salish Orca                | Salish          | 2016    | Powell River – Comox                         | |                            |
| Salish Raven               | Salish          | 2016    | Tsawwassen – Southern Gulf Islands           | |                            |
| Skeena Queen               | Century         | 1997    | Fulford Harbour – Swartz Bay                 | |                            |
| Spirit of British Columbia | Spirit          | 1993    | Tsawwassen – Swartz Bay                      | bekannt als „Superferries“, die größten Fähren der Flotte; 2017/2018 umgebaut                                                   | Spirit of British Columbia |
| Spirit of Vancouver Island | Spirit          | 1993    | Swartz Bay – Tsawwassen                      | 2018/2019 umgebaut | Spirit of Vancouver Island |
| Tachek                     | T               | 1969    | Quadra Island – Cortes Island                | ehemals Texada Queen |                            |
|                            |                 |         |                                              | |                            |
| Nicola                     | N               | 1973    | -                                            | Wird durch die Lax Kw'alaams First Nations als Spirit of Lax Kw' Alaams auf der Strecke Prince Rupert – Port Simpson eingesetzt |                            |

### Ehemalige Schiffe
Bedingt durch die Vorgeschichte der Reederei und dann auch durch die eigene Geschichte existierten noch verschiedene andere Fähren. Teilweise handelte es sich dabei um Klassen mit mehreren Schiffen, häufig jedoch um Einzelbauten.
Ehemalige Klassen waren:
- Sidney-Klasse (zwei Fähren)
- Victoria-Klasse (vier Fähren, darunter die Queen of Victoria und die Queen of Saanich)
  - Burnaby-Klasse (Unterklasse der Victoria-Klasse mit drei Fähren, Queen of Nanaimo, Queen of New Westminster und Queen of Burnaby)
- PacifiCat (drei Fähren)

Keiner Klasse zugeordnet war die 2019 außer Dienst gestellte Howe Sound Queen.
Die Schiffe wurden entweder verkauft (wie z. B. die drei PacifiCat-Fähren, die Tenaka und die Nimpkish als ehemals kleinste Fähre der Reederei) oder aus ihnen wurde durch Umbau eine neue Klasse (wie z. B. aus einigen Fähren der Victoria-Klasse, die zur Burnaby-Klasse wurden).

## Trivia
Die Schiffe der BC Ferries waren regelmäßig Drehort für Filme. Nachfolgend die Filme, soweit bekannt:
| Film                                          | Jahr | Klasse / Schiff                                |
| --------------------------------------------- | ---- | ---------------------------------------------- |
| Five Easy Pieces – Ein Mann sucht sich selbst | 1970 | N-Klasse / Mill Bay                            |
| Die Insel der Ungeheuer                       | 1976 | ehemalige Victoria-Klasse / Howe Sound Queen   |
| Die Kehrseite der Medaille                    | 1978 | ehemalige Victoria-Klasse / Queen of Victoria  |
| Mörderischer Vorsprung                        | 1988 | ehemalige Victoria-Klasse / Queen of Vancouver |
| Ein Vogel auf dem Drahtseil                   | 1999 | Intermediate-Klasse / unbekannt                |
| Die Abservierer                               | 1993 | Powell-River-Klasse / unbekannt                |
| Mr. Magoo                                     | 1997 | ehemalige Victoria-Klasse / Queen of Esquimalt |
| Dich kriegen wir auch noch!                   | 1998 | Intermediate-Klasse / Queen of Capilano        |
| Doppelmord                                    | 1999 | T-Klasse / Tachek                              |
| Kalte Angst                                   | 2002 | N-Klasse / Mill Bay                            |
| Scary Movie 3                                 | 2003 | Powell-River-Klasse / unbekannt                |
| Battlestar Galactica                          | 2003 | ehemalige Victoria-Klasse / unbekannt          |
| Walking Tall – Auf eigene Faust               | 2004 | N-Klasse / unbekannt                           |
| Elektra                                       | 2005 | N-Klasse / unbekannt                           |
| Das Geheimnis der Meerjungfrau                | 2006 | N-Klasse / Mill Bay                            |
| Zack & Cody – Der Film                        | 2011 | Einzelschiff / Northern Expedition             |